# 小行星22171
小行星22171（22171 Choi）是一颗绕太阳运转的小行星，为主小行星带小行星。该小行星于2000年11月26日发现。

## 轨道参数
小行星22171的轨道半长轴为2.5766357 UA，离心率为0.089。